# ألبرتو فينكلر
ألبرتو فينكلر (بالإيطالية: Alberto Winkler)‏ هو مجدف إيطالي، ولد في 13 فبراير 1932 في Kastelbell-Tschars ‏ في إيطاليا، وتوفي في 14 يونيو 1981 في مانديلو ديل لاريو في إيطاليا.

## وصلات خارجية
- ألبرتو فينكلر على موقع الاتحاد الدولي للتجديف (الإنجليزية)
- ألبرتو فينكلر على موقع اللجنة الأولمبية الدولية (الإنجليزية)
- ألبرتو فينكلر على موقع أوليمبيديا (الإنجليزية)
- ألبرتو فينكلر على موقع اللجنة الأولمبية الإيطالية (الإيطالية)